# Бжезьно (Ліпновський повіт)
Бжезьно (пол. Brzeźno, нім. Bresen) — село в Польщі, у гміні Ліпно Ліпновського повіту Куявсько-Поморського воєводства.
Населення — 465 осіб (2011).
У 1975-1998 роках село належало до Влоцлавського воєводства.

## Демографія
Демографічна структура станом на 31 березня 2011 року:
|          | Загалом | Допрацездатний вік | Працездатний вік | Постпрацездатний вік |
| -------- | ------- | ------------------ | ---------------- | -------------------- |
| Чоловіки | 227     | 58                 | 153              | 16                   |
| Жінки    | 238     | 55                 | 137              | 46                   |
| Разом    | 465     | 113                | 290              | 62                   |